# Menalcus Lankford
Menalcus Lankford (* 14. März 1883 bei Franklin, Virginia; † 27. Dezember 1937 in Norfolk, Virginia) war ein US-amerikanischer Politiker. Zwischen 1929 und 1933 vertrat er den Bundesstaat Virginia im US-Repräsentantenhaus.

## Werdegang
Menalcus Lankford besuchte sowohl öffentliche als auch private Schulen seiner Heimat einschließlich der Norfolk High School. Danach studierte er bis 1904 an der University of Richmond. Nach einem anschließenden Jurastudium an der University of Virginia in Charlottesville und seiner 1906 erfolgten Zulassung als Rechtsanwalt begann er in Norfolk in diesem Beruf zu arbeiten. Während des Ersten Weltkrieges diente er im Fliegerkorps der US Navy. Politisch wurde er Mitglied der Republikanischen Partei. In den Jahren 1920 und 1924 kandidierte er noch erfolglos für den Kongress.
Bei den Kongresswahlen des Jahres 1928 wurde Lankford dann aber im zweiten Wahlbezirk von Virginia in das US-Repräsentantenhaus in Washington, D.C. gewählt, wo er am 4. März 1929 die Nachfolge von Joseph T. Deal antrat. Nach einer Wiederwahl konnte er bis zum 3. März 1933 zwei Legislaturperioden im Kongress absolvieren. Diese waren von den Ereignissen der Weltwirtschaftskrise geprägt. 1932 wurde er nicht wiedergewählt. In den Jahren 1932 und 1936 war Lankford Delegierter zu den jeweiligen Republican National Conventions. Seit 1933 war er als Konkursschlichter im Auftrag der Bundesregierung für den Bereich um die Stadt Norfolk zuständig. Er starb am 27. Dezember 1937 in Norfolk, wo er auch beigesetzt wurde.